# خنجر توپکاپی

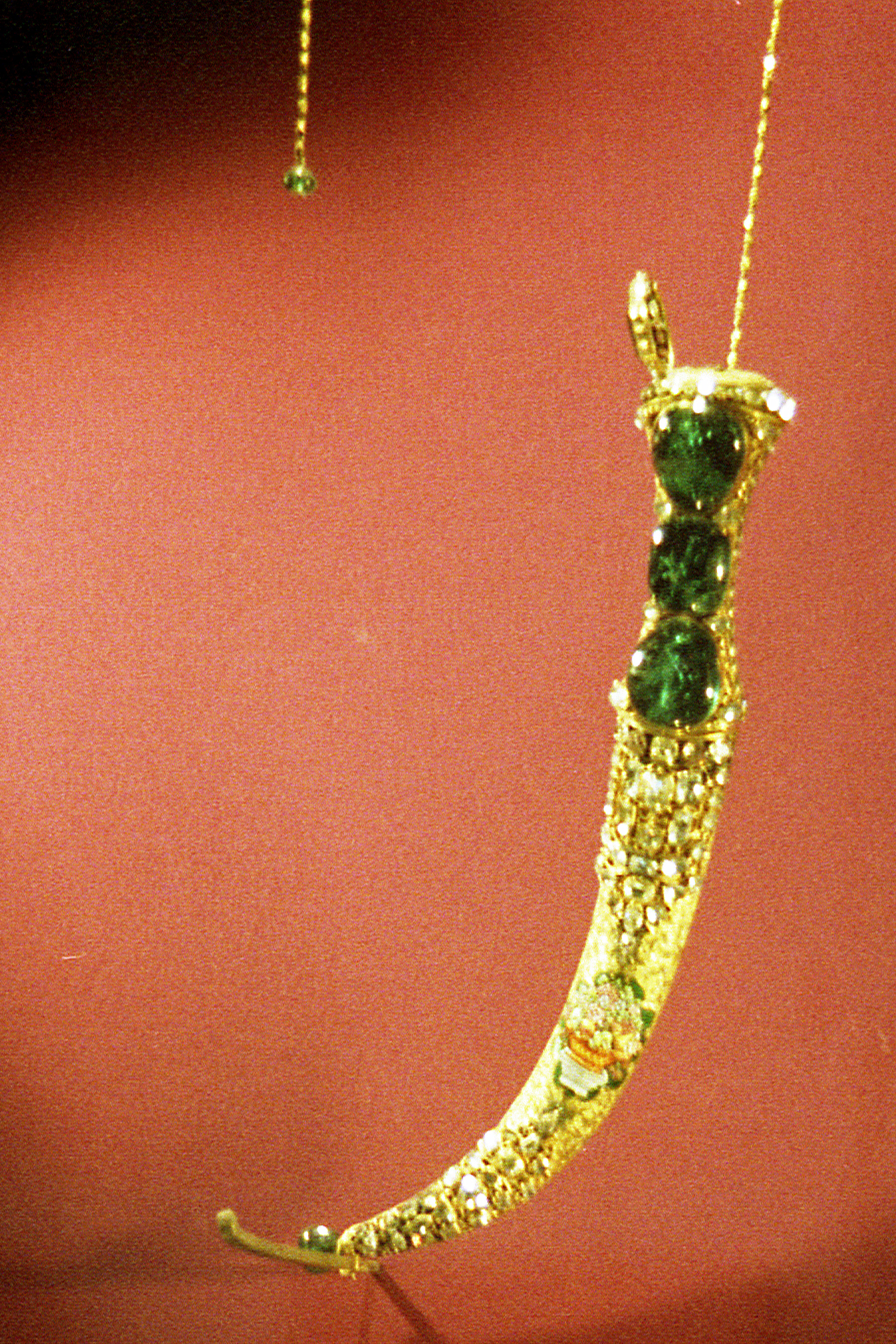
خنجر توپکاپی با غلاف بلند که عمدتاً از طلا ساخته شده و با جواهرات تزئین شده است یک ساعت نیز در پوکه خنجر تعبیه شده‌ است
روی دسته سه زمرد بزرگ وجود دارد واقع در گنجینه امپراتوری کاخ توپکاپی در استانبول، ترکیه

خنجر توپکاپی یا طوپقاپو، یک خنجر منحنی زمردی است که به جامبیا معروف است و در سال ۱۷۴۶ توسط صنعتگران عثمانی ساخته شد تا به عنوان هدیه به شاه ایران داده شود.

## جایگاه و منشأ
این خنجر توسط سلطان محمود یکم عثمانی (ح. ۱۷۳۰–۱۷۵۴) به عنوان پیشکش صلح به شاه وقت ایران، نادرشاه (ح. ۱۷۳۶–۱۷۴۷) سفارش داده شد. این یکی از چندین هدایای ارزشمندی بود که توسط هرسک‌ زاده احمد پاشا همراه با ۱,۰۰۰ نوکر حمل می‌شد. هنگامی که فرستادگان عثمانی در مسیر مرز پرشیا حرکت می‌کردند، از قتل نادرشاه (۲۰ ژوئن ۱۷۴۷) مطلع شدند و با خنجر به استانبول بازگشتند. جالب است بدانید که نادرشاه در آستانه مرگش مجموعه‌ای از هدایای باشکوه را برای محمود یکم، سلطان عثمانی فرستاد از جمله مرواریدهای خلیج فارس، یک تخت هندی میناکاری و ساخته شده از طلا و مزین به جواهراتی از جمله مروارید، یاقوت و زمرد و دو زنجیر فیل مغولی رقصنده فرستاد. از آنجایی که فرستاده عثمانی با هدیه (از طرف سلطان محمود یکم) به استانبول بازگشت، مبادله هدیه نادرشاه فقط یک طرفه بود.
خنجر در خزانه‌داری امپراتوری واقع در حیاط سوم کاخ طوپقاپو در استانبول، ترکیه قرار دارد.